# Endless Love (2014)
Endless Love is een romantisch drama uit 2014, geregisseerd door Shana Feste en meegeschreven door Feste en Joshua Safran. Een tweede  aanpassing van  Scott Spencers roman, de filmsterren Alex Pettyfer, Gabriella Wilde, Bruce Greenwood, Joely Richardson en Robert Patrick.
Deze film van Universal Studios kwam op 14 februari 2014 in de VS en het VK uit. In Nederland was de film voor het eerst in de bioscoop te zien op 20 maart 2014.

## Verhaal
De mooie, maar verlegen Jade Butterfield, afkomstig uit Atlanta en 17 jaar oud, heeft geen vrienden gemaakt in de vier jaar van de middelbare school. Ze heeft, ten gunste van haar studie, een sociaal leven gemist. David Elliot, een andere afstuderende senior, is verliefd op Jade al sinds ze beide eerstejaars waren, maar heeft nooit de moed gehad om haar dit te vertellen.
Jade - samen met haar oudere broer Keith, en hun ouders Hugh en Anne - stoppen bij een chic restaurant waar David werkt als parkeerhulp. Wanneer Jade haar (lege) jaarboek laat vallen, pakt David het op, vermeldt zij dat zij klasgenoten waren en stemde ermee in het te ondertekenen. In het restaurant vraagt Jade haar ouders om een afstudeerfeest. Wanneer Anne en Hugh het goedvinden, nodigt Jade opgewonden David uit. David overtuigt Jade illegaal mee te rijden in de auto van een arrogante gast - deels als vergelding voor het vernederende gedrag van de gast jegens David's beste vriend Mace. David slaat de klant wanneer hij Jade beledigt. Dit zorgt ervoor dat David en Mace ontslagen worden.
Jade's feest stelt eerst teleur, maar dan komt David aan en informeert Jade dat hun klasgenoten een ander afstudeerfeest bijwonen – dit feest wordt diezelfde avond gehouden door zijn voormalige vriendin Jenny. David krijgt het voor elkaar een grote groep vrienden op het feest van Jade te krijgen door een valse klacht in te dienen bij de politie over geluiden die voor overlast zorgen. Die avond neemt David Jade mee een kast in nadat de stroom is uitgevallen in het huis, waarna ze voor het eerst elkaar een zoen geven. Hugh verzamelt iedereen samen voor een speech over hoe trots hij is op Jade. Wanneer Jade wordt opgeroepen voor de speech, komt ze schaapachtig uit de kast gevolgd door David. Haar vader maakt de toast af en vraagt de gasten vervolgens beleefd om te vertrekken.
David stelt zichzelf voor aan Hugh en verontschuldigt zich voor het maken van zo'n slechte eerste indruk. David maakt duidelijk hoeveel hij om Jade geeft. Terwijl David weggaat, rent Jade achter hem aan voor een hartstochtelijke kus.
David, die in de garage van zijn vader Harry werkt, probeert een goede indruk bij Hugh te maken door de kapotte auto van Chris's te repareren. Ironisch genoeg is Hugh de enige die 'niet' tevreden is over het gebaar van David. Anne nodigt David uit voor een etentje, waarna Hugh onthult dat Jade vertrekt voor een stage voor haar toekomstige studie geneeskunde. Wanneer hem wordt gevraagd wat zijn toekomstplannen zijn, zegt David dat - ondanks het feit dat hij hoog heeft gescoord voor zijn SAT (2080), het toch zijn hoofddoel is om samen met zijn vader te blijven werken en de ware liefde te vinden. Terwijl Anne onder de indruk is, vindt Hugh dit onrealistisch. Als David weggaat, gooit Jade een papieren vliegtuig van het balkon naar hem toe en vraagt hem terug te komen als de lichten van het huis uit zijn. Hij doet dit en treft daar Jade aan, wachtende op hem in een schemerlicht bij de open haard. David verzekert haar dat niks hoeft, maar Jade houdt vol en zegt 'ik wil dit met jou beleven'.
Jade legt aan David uit dat ze de stage niet kan weigeren, waarvoor ze over tien dagen vertrekt. Ze beslissen om het beste uit hun resterende tijd samen te halen. Een montage laat de romantische tijd zien terwijl ze genieten van elkaars gezelschap. Na wat bedoeld was als hun laatste avond samen, besluit Jade de zomer met hem door te brengen. Wanneer ze deze hartstochtelijke beslissing aan haar vader uitlegt, weet Hugh dat het door David komt en is hij woedend.
De volgende ochtend kondigt de vader van Jade abrupt aan dat de familie naar het vakantiehuis gaat - uiteraard om haar bij David vandaan te houden. Ze nodigt David uit, die inderdaad verschijnt; hij wordt met open armen ontvangen door iedereen behalve Hugh, die eist dat David weggaat. Jade maakt heel duidelijk dat ze wil dat David blijft. Wanneer Hugh met Anne praat over Jades ongewoon zelfingenomenheid, is Anne juist blij dat hun dochter voor het eerst echt gelukkig is sinds Chris zijn overlijden. Wanneer David vertelt interesse te hebben om te studeren aan een universiteit, schrijft Anne een aanbevelingsbrief. Die nacht is David geschrokken nadat hij Hugh ziet vreemdgaan met een collega. De volgende ochtend zet Hugh David onder druk om zijn affaire stil te houden.
Mace, de broers en zussen van Butterfield, David en Keith's vriendin Sabine sluipen stiekem naar een plaatselijke dierentuin om daar de nacht door te brengen. Om zelf alleen met David te kunnen zijn en als wraak voor het saboteren van haar afstudeerfeest, informeert Jenny de politie over de inbraak in het dierentuin. David laat zichzelf door de politie oppakken zodat de anderen kunnen ontsnappen. Hugh stemt ermee in David op borgtocht vrij te laten, op voorwaarde dat Jade vertrekt zoals gepland voor haar stage. Wanneer Hugh David vertelt dat zijn relatie met Jade voorbij is, speculeert David over wat Hugh's familie van hem zou vinden als zijn overspel bekend werd. Hugh antwoordt hierop door te onthullen dat Davids overleden moeder kort voor haar dood Harry heeft bedrogen. In het proces manipuleert Hugh David waardoor David Hugh slaat. Eenmaal thuis aangekomen, verklaart Hugh dat David helemaal is doorgedraaid.
Jade zoekt David om zijn kant van het verhaal te horen. Mace, ervan uitgaande dat David een luisterend oor kon gebruiken, nodigt Jenny uit voor de lunch; als Jenny net naast David zit, komt Jade binnen. Jade die de verkeerde conclusie trekt, beschuldigt David ervan dat hij het niet in zich heeft om te doen wat nodig is om een relatie als die van hen te onderhouden. Ze rijdt weg en wordt door een andere auto van de zijkant geschept.
In het ziekenhuis geeft Hugh Harry een kopie van het straatverbod, die David moet weghouden van Jade. Harry protesteert, maar dit heeft geen effect. Jade wordt wakker en heeft slechts lichte verwondingen opgelopen. Ze wil David zien, zich nu realiserende dat hij haar nooit ontrouw is geweest en dit ook nooit zou zijn. Jade gaat naar de woning van de Elliot’s, maar Harry laat haar niet binnen, omdat David daardoor in de gevangenis zou kunnen belanden.
Enkele maanden proberen David en Jade elk verder te gaan met hun eigen leven - inclusief het zien van andere mensen - maar geen van beiden is echt gelukkig. Dan komt David Anne tegen in een boekhandel. Ze vertelt hem dat ze altijd de liefde van hem en Jade voor elkaar bewonderde. Anne regelt dat David haar dochter op het vliegveld kan ontmoeten, wanneer Jade thuiskomt voor de kerstvakantie. De tieners besluiten voor elkaar te gaan, en Jade is van plan om die avond met David te vertrekken. Terwijl dit plaatsvindt confronteert Anne Hugh met zijn obsessie voor het vernietigen van Davids leven. Anne ontdekt dat Hugh haar aanbevelingsbrief voor David opzettelijk niet naar de universiteit heeft gestuurd. Anne maakt haar afkeuring jegens Hugh duidelijk na wat hij van zich heeft laten worden in de jaren na Chris's overlijden.
In de slaapkamer van hun broer genieten Keith en Sabine van de platen uit de verzameling van Chris - ondanks het verbod van Hugh om dit ooit te doen. Hugh ontdekt dit en haalt naar zijn zoon en Sabine uit. Keith, die boos de gevoelens van zijn moeder kracht bijzet over wat het verliezen van Chris Hugh heeft doen worden, kondigt aan dat hij het huis verlaat en bij Sabine intrekt; Anne gaat met hen mee. Hugh ontdekt dat Jade zich voorbereidt om met David weg te gaan, die buiten op haar staat te wachten. Hugh valt David vervolgens woest aan met een honkbalknuppel en beschuldigt de jongere man van het veroorzaken van een breuk tussen hem, zijn vrouw en hun kinderen. Jade verdedigt David en zegt dat hij het niet was, maar Hugh zelf, die de breuk in hun familie heeft veroorzaakt.
Terwijl de verslagen Hugh terug naar binnen gaat, gaat er een rookalarm af. Een kaars, die tijdens Hugh's confrontatie met Jade in de kamer van Chris omver was gevallen, heeft een vuurtje opgestoken. Net als David en Jade vertrekken, zien ze het huis van de Butterfields in vlammen opgaan. David snelt naar binnen terwijl Hugh worstelt om de spullen van zijn overleden zoon te redden uit de slaapkamer, dat nu een brandhaard is geworden. Wanneer David bewusteloos wordt geslagen door een explosie, laat Hugh Chris zijn bezittingen achter en helpt David uit het brandende huis. Beide mannen zetten hun verschillen opzij.
Anne en Hugh bewaren momenteel afstand van elkaar. Jade bezoekt het graf van Chris op weg naar David op het vliegveld. Ze vliegen naar Sabine en Keith in Californië. Tot verbazing van David en Jade worden zij verwelkomd als getuigen voor het privé-huwelijk van Keith en Sabine. Beide koppels vieren het op het strand, waar ze overnachten. Jade en David delen een badlaken en kijken tevreden naar de sterren boven hen. Jade herinnert zich hoe haar eerste liefde - de relatie die ze deelt met David - alles tegelijk was, het soort onsterfelijke liefde die de moeite waard is om voor te vechten.

## Rolverdeling
| Acteur             | Personage         |
| ------------------ | ----------------- |
| Alex Pettyfer      | David Elliot      |
| Gabriella Wilde    | Jade Butterfield  |
| Bruce Greenwood    | Hugh Butterfield  |
| Joely Richardson   | Anne Butterfield  |
| Robert Patrick     | Harry Elliot      |
| Rhys Wakefield     | Keith Butterfield |
| Dayo Okeniyi       | Mace              |
| Emma Rigby         | Jenny             |
| Anna Enger         | Sabine            |
| Patrick Johnson    | Chris Butterfield |
| Alexandra Bartee   | Kelly             |
| Sharon Conley      | Dr. Edie Watanabe |
| Stephanie Northrup | Dawn Besser       |
| Matthew Withers    | Miles             |

## Productie
Emma Roberts was oorspronkelijk de rol van Jade aangeboden, maar het uiteindelijk niet aangenomen. Sophie Lowe, Gabriella Wilde, Sarah Bolger en Olivia Cooke waren uiteindelijke de grootste kanshebbers. Wilde werd uiteindelijk gecast voor de rol van Jade.
De verfilming begon in mei 2013 in Georgia. In juli 2013 was alles gefilmd. Scenes werden geschoten in Savannah, Georgia, Fayette County, Georgia, Butts County, Georgia bij Lake Jackson, en bij de Atlanta Botanical Garden.

## Release
De eerste trailer werd op 23 december 2013 vertoond.

## Ontvangst
Net als bij de eerste filmversie heeft Endless Love negatieve recensies ontvangen van filmrecensenten. Kritiek werd vooral gegeven op de grote vrije inbreng op het oorspronkelijke bronmateriaal. De film heeft momenteel een waardering van 15% op Rotten Tomatoes op basis van 85 beoordelingen met de consensus: "Blander than the original Endless Love and even less faithful to the source material, this remake is clichéd and unintentionally silly." Op Metacritic heeft de film een score van 30 van de 100, gebaseerd op 32 critici, die "over het algemeen ongunstige beoordelingen" van critici aangeven. De film was geen box office succes, met een binnenlandse bruto opbrengst van $ 23.438.250, nauwelijks meer dan het geschatte productiebudget van $ 20 miljoen.
In 2013 schreef Scott Spencer, de auteur van de roman waarop de film was gebaseerd, nadat hij het scenario voor de film had gelezen: "It’s about one hundred pages, and the only ones that were not dreary were sciatica inducing". In 2014 schreef hij dat zijn roman "nog schandelijker en belachelijker verkeerd begrepen" was in het maken van de remake dan in de film van 1981.
Filmhistoricus Leonard Maltin was eigenlijk een stuk vriendelijker over de remake, waardoor hij 2 uit een mogelijke 4 sterren gaf. Toch zei hij ook dat het "Mediocre...This is sure to connect with its target audience - and it's Oscar-worthy compared to the 1981 version - but it remains overwrought and pointless for fans of the novel. Moreover, Lionel Richie's smash-hit title song (the only memorable thing about the first film) is sorely missed here."

## Filmmuziek
Het nummer aan het einde van de film "Do not Find Another Love" werd gezongen door Tegan en Sara en geschreven door de met een Golden Globe bekroonde componist Julie Frost. Singer / songwriter  Skylar Grey's cover van  Robert Palmer 'werd gebruikt voor de trailer van  Addicted to Love de film. Bovendien is het nummer " Explosions" van Ellie Goulding gebruikt in de trailers. Een ander nummer dat werd opgenomen, is het nummer "Pumpin Blood" van het Zweedse dancepoptrio NONONO.
Regisseur Shana Feste overwoog het iconische nummer Endless Love van de originele film in één scène te gebruiken, maar besloot uiteindelijk anders.